# کورکورهای دریایی
کوکورهای دریایی (نام علمی: Haliastur) یک سرده از زیرخانوادهٔ کورکوریان و راسته بازسانان و دارای دو گونه است.
نام این سرده از دو بخش تشکیل شده‌است: واژه یونانی قدیمی hali- به معنی دریا و واژه لاتین asturبه معنی باز است. با توجه به نام انگلیسی دو گونه آن (Kite)، در نام فارسی این سرده نیز از نام کورکور استفاده شده‌است.

## ویژگی‌ها
این دو کورکور دریایی، کورکورهای میان‌جثه با سر کوچک، بال‌های به نسبت کوتاه و پهن، دمگاه قوی، دم متوسط تا بلند و پاها و انگشتان کوتاه ولی قوی هستند.
طول بدن کورکور سوت‌زن از ۵۰ تا ۶۰ سانتی‌مترو گستردگی دوسربال‌ها به ۱۲۰ تا ۱۴۵ سانتیمتر می‌رسد و متوسط وزن نرها ۷۰۰ گرم و ماده حدود ۸۵۰ گرم است.
طول بدن کورکور سرسفید کمی کوچکتر و حدود ۴۴–۵۲ سانتیمتر و دمش حدود ۱۸–۲۲ سانتیمتر است. گستردگی دوسر بال‌ها حدود ۱۱۰–۱۲۵ سانتیمتر است. در هیچ‌یک از این دو گونه، دوریختی جنسی دیده نمی‌شود اما در هر دو گونه، ماده‌ها کمی بزرگتر از نرها هستند.

## فهرست گونه‌ها
| نگاره | نام علمی            | نام انگلیسی                    | پراکنش                                                                        |
| ----- | ------------------- | ------------------------------ | ----------------------------------------------------------------------------- |
|       | Haliastur indus     | کورکور سرسفید (کورکور برهمایی) | سریلانکا، نپال، هند، پاکستان، بنگلادش و جنوب شرق آسیا تا نیوثوت ولز، استرالیا |
|       | Haliastur sphenurus | کورکور صفیرکش                  | استرالیا شامل جزایر ساحلی، کالدونیای جدید و بیشتر گینه نو                     |